# Allodioxys ammobius
Allodioxys ammobius är en biart som först beskrevs av Mavromoustakis 1954.  Allodioxys ammobius ingår i släktet Allodioxys och familjen buksamlarbin. Inga underarter finns listade i Catalogue of Life.